# آيت أوجدير (إغزران)
آيت أوجدير هي إحدى مشيخات المملكة المغربية، تتبع جغرافيا لإقليم صفرو وإداريًا لإغزران. يقدر عدد سكانها بـ 2290 نسمة حسب الإحصاء الرسمي للسكان والسكنى لسنة 2004.